# Wie Kinder einen Wald sehen

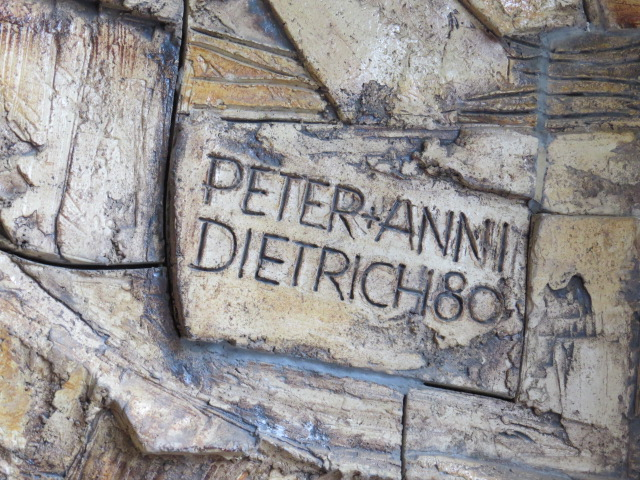
Autorenvermerk

Das Bau- und Kunstdenkmal Wie Kinder einen Wald sehen (auch Waldmärchenfries tituliert) befindet sich im Veranstaltungssaal des ASB-Familien- und Jugendhilfezentrums in Falkensee. Der ASB betreibt hier zugleich die Schulspeisung für das benachbarte Gymnasium und eine öffentliche Kantine. Einen offiziellen Werktitel haben die Falkenseer Keramikkünstler Anni und Peter Dietrich, die es im Jahr 1980 geschaffen haben, nicht festgelegt.

## Geschichte
Das Relief haben die Künstler nach einem gewonnenen Gestaltungswettbewerb im Auftrag der Kulturabteilung des Rates des Kreises Nauen für das damalige Hilfsschulheim Clara Zetkin in Falkensee hergestellt. In ihrem Atelier fertigten sie nach 1:1 Skizzen die Keramikplatten und haben diese eigenhändig vor Ort angebracht. Es war das erste Kunstwerk des Ehepaares Dietrich für eine kommunale Einrichtung. Die Künstler erhielten die Anregung zu dieser Arbeit, weil sie mit behinderten Kindern arbeiteten und diese wissen wollten, was unterhalb der sichtbaren Baumteile vorhanden ist und gegebenenfalls auch alles erfühlen.
Nach der deutschen Wiedervereinigung ließ das Falkenseer Gemeindeamt das eingeschossige Gebäude auf dem hinteren Grundstücksteil der Ruppiner Straße 15 renovieren und modernisieren und vergab es zur Nutzung an den örtlichen Hilfsdienst ASB, der den Raum als Speise- und kommunalen Veranstaltungssaal betreibt. Das Wandrelief blieb erhalten und das brandenburgische Landesdenkmalamt nahm es in seine Liste der schützenswürdigen Bau- und Kunstdenkmale auf. Die im Ort lebenden Keramikkünstler freuten sich über den Erhalt und die Auffrischung des Frieses samt der Unterschutzstellung.

## Kurzbeschreibung
Das Kunstwerk ist ein breitflächiges Keramikrelief, das in vielfältiger Weise einen Wald und die Natur darstellt. Viele Details wie Baumstümpfe, Holzstapel, Pilze, ganze Bäume, kleine Wildtiere, Insekten, auch unterirdisches Leben, haben die Künstler in starker Farbigkeit und Plastizität dargestellt. Die sehr naturnahen Reliefoberflächen, beispielsweise Baumringe, verleiten den Betrachter zur haptischen Kontrolle des Gesamtbildes.

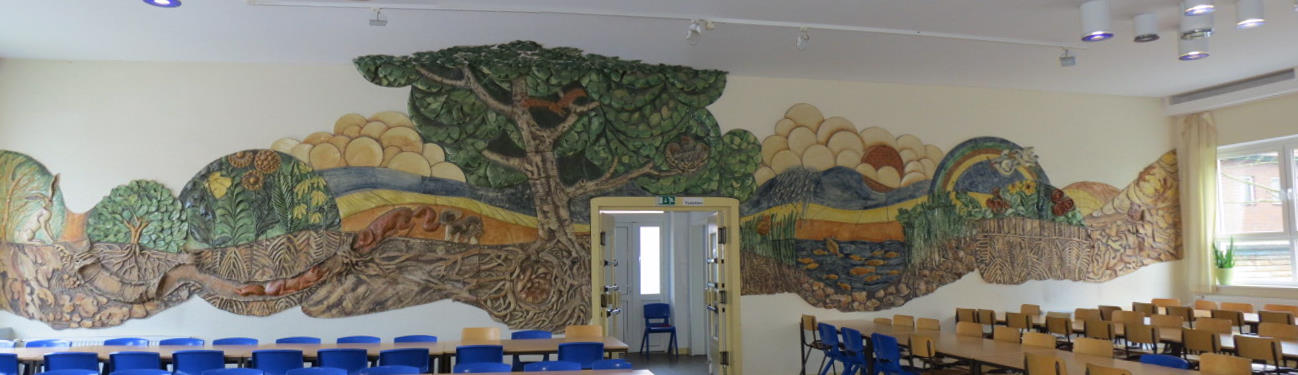
Kulturdenkmal Wald-Relief aus Keramikteilen

Das 14 Meter lange Bildwerk aus ursprünglich 300 Einzelteilen besteht aus grobkörnigem Schamotte-Ton. Es nimmt fast die gesamte Raumbreite ein und reichte ursprünglich ab etwa einem Meter vom Fußboden bis zur Deckenkante. Die Dietrichs beschreiben ihre damalige Arbeit wie folgt: „Damals gab es noch keine Fliesenkleber wie heute. Wir mussten also die einzelnen Elemente mit Zement anbringen, was Schwerstarbeit ist. Als wir vor Ort kamen, fielen wir aus allen Wolken. Die Wand war so schief, dass man unmöglich damit arbeiten konnte. Der Bauleiter erklärte uns schmunzelnd: ‚Das haben Lehrlinge als Abschlussarbeit gemacht. Die sind alle durchgefallen‘. Dazu kam, dass die Tragkraft nie ausgereicht hätte!“ Mit diesen zusätzlichen Herausforderungen dauerte die Anbringung der Reliefteile mehrere Wochen bis Weihnachten des Jahres 1980. Zum Inhalt heißt es „Kinder sehen die Natur und überlegen sich, was darunter, in der Erde, los ist. Dies haben wir versucht, darzustellen.“
Nach dem Umbau des Raumes mit verringerter Raumhöhe (um 2003) haben die beiden Künstler den verschwundenen oberen Baumteil um die Ecke verlängert, Teile des Laubbaumes setzen sich seitdem an der Decke fort. Die ergänzte Baumkrone besteht jetzt aber aus feinkörnigem, zweimal gebranntem Ton und die Teile wurden einfach und schnell mit Fliesenkleber angebracht.